# High End
High End è un brano musicale del cantante statunitense Chris Brown, in collaborazione coi rapper Future & Young Thug, tratto dal suo ottavo album Heartbreak on a Full Moon, pubblicato come singolo promozionale il 5 ottobre del 2017.
Nonostante il brano non sia stato pubblicato come singolo ufficiale, anche grazie al supporto di un video musicale, è comparso in varie classifiche internazionali, ottenendo un discreto successo.

## Il brano
High End è un brano trap, scritto da Brown, Future e Young Thug, e prodotto da Richie Souf, dove i rapper fanno uso di Auto-Tune. Nel brano i rapper parlano di come vivano in una fascia alta grazie al loro successo artistico.

## Video musicale
Il video musicale di High End è stato diretto da Spliff TV, e pubblicato il giorno dopo alla pubblicazione del brano, ed ha un tema thriller, dove gli artisti appaiono come zombie e fantasmi, e contiene cameo da parte di Trey Songz, Fabolous e Teyana Taylor.

## Classifiche
| Classifica (2017)         | Posizione massima |
| ------------------------- | ----------------- |
| Australia                 | 61                |
| Canada                    | 57                |
| Francia                   | 93                |
| Nuova Zelanda             | 45                |
| Svizzera                  | 78                |
| Regno Unito               | 71                |
| Stati Uniti               | 82                |
| Stati Uniti (R&B/hip-hop) | 32                |